# Suisse aux Jeux paralympiques d'hiver de 2022
La Suisse participe aux Jeux paralympiques d'hiver de 2022 à Pékin, en Chine, du 4 au 13 mars 2022.

## Délégation
L’équipe est composée de 12 athlètes, : 
- en curling en fauteuil : Hans Burgener, Patrick Delacrétaz, Laurent Kneubühl, Françoise Jaquerod et Cynthia Mathez ;
- en ski alpin : Pascal Christen, Robin Cuche, Théo Gmür, Murat Pelit et Thomas Pfyl ;
- en ski de fond : Luca Tavasci ;
- en snowboard : Romy Tschopp.

La snowboardeuse Romy Tschopp et le curleur Hans Burgener sont désignés porte-drapeau pour la cérémonie d'ouverture. Pour la cérémonie de clôture, c'est le skieur alpin Robin Cuche qui a cet honneur.

## Récompenses

### Médailles
| Sport                   | Discipline      | Athlète(s) | Performance   | Date        |
| Médailles d'or : 0      |                 |            |               |             |
| Médailles d'argent : 0  |                 |            |               |             |
| Médailles de bronze : 1 |                 |            |               |             |
| Ski alpin               | Descente debout | Théo Gmür  | 1 min 16 s 17 | 5 mars 2022 |

### Diplômes
| Rang | Discipline | Épreuve                    | Athlète(s)  | Performance   | Date         |
| ---- | ---------- | -------------------------- | ----------- | ------------- | ------------ |
| 4e   | Ski alpin  | Slalom debout hommes       | Thomas Pfyl | 1 min 36 s 69 | 13 mars 2022 |
| 5e   | Ski alpin  | Super G debout hommes      | Théo Gmür   | 1 min 11 s 31 | 6 mars 2022  |
| 5e   | Ski alpin  | Slalom géant debout hommes | Théo Gmür   | 1 min 56 s 92 | 10 mars 2022 |
| 6e   | Ski alpin  | Super G debout hommes      | Robin Cuche | 1 min 12 s 92 | 6 mars 2022  |
| 7e   | Ski alpin  | Super G debout hommes      | Thomas Pfyl | 1 min 12 s 97 | 6 mars 2022  |
| 8e   | Ski alpin  | Combiné debout hommes      | Robin Cuche | 1 min 56 s 67 | 7 mars 2022  |

## Épreuves

### Curling
Les athlètes sélectionnés sont les suivants : Hans Burgener, Patrick Delacrétaz, Laurent Kneubühl, Françoise Jaquerod et Cynthia Mathez. L'ordre des joueurs n'est pas fixe entre les matchs et les Suisses le modifient à chaque rencontre. Laurent Kneubühl est le skip et Stephan Pfister l'entraîneur.

#### Premier tour
| Légende                                  |
| Équipes qualifiées pour les demi-finales |
| Équipes éliminées                        |

| Rang | Pays            | V | D | PP | PC | Manches gagnées | Manches perdues | Manches blanches | Vols pour | Tirs % |
| ---- | --------------- | - | - | -- | -- | --------------- | --------------- | ---------------- | --------- | ------ |
| 1    | Chine           | 8 | 2 | 68 | 39 | 36              | 28              | 2                | 13        | 71 %   |
| 2    | Slovaquie       | 7 | 3 | 65 | 57 | 40              | 33              | 1                | 16        | 65 %   |
| 3    | Suède           | 7 | 3 | 66 | 52 | 37              | 35              | 3                | 18        | 68 %   |
| 4    | Canada          | 7 | 3 | 69 | 50 | 36              | 33              | 2                | 11        | 71 %   |
| 5    | États-Unis      | 5 | 5 | 60 | 75 | 32              | 39              | 2                | 6         | 60 %   |
| 6    | Corée du Sud    | 5 | 5 | 64 | 59 | 35              | 37              | 0                | 11        | 64 %   |
| 7    | Norvège         | 4 | 6 | 60 | 64 | 37              | 38              | 2                | 13        | 64 %   |
| 8    | Grande-Bretagne | 4 | 6 | 67 | 56 | 37              | 36              | 0                | 16        | 62 %   |
| 9    | Lettonie        | 4 | 6 | 61 | 71 | 40              | 32              | 0                | 18        | 63 %   |
| 10   | Estonie         | 3 | 7 | 51 | 69 | 32              | 41              | 2                | 13        | 61 %   |
| 11   | Suisse          | 1 | 9 | 48 | 87 | 32              | 42              | 2                | 8         | 56 %   |

### Ski alpin
Les athlètes suivants sont sélectionnés : Pascal Christen, Robin Cuche, Théo Gmür, Murat Pelit et Thomas Pfyl.
| Athlète         | Épreuve         | Manche 1      | Manche 1 | Manche 2     | Manche 2 | Total         | Total                                  |
| Athlète         | Épreuve         | Temps         | Rang     | Temps        | Rang     | Temps         | Rang                                   |
| --------------- | --------------- | ------------- | -------- | ------------ | -------- | ------------- | -------------------------------------- |
| Pascal Christen | Descente assis  | NC            | NC       | NC           | NC       | DNF           | DNF                                    |
| Pascal Christen | Super G assis   | NC            | NC       | NC           | NC       | DNF           | DNF                                    |
| Pascal Christen | Combiné assis   | 1 min 15 s 05 | 7e       | DNF          | DNF      | DNF           | DNF                                    |
| Pascal Christen | Géant assis     | 1 min 7 s 82  | 21e      | 1 min 4 s 56 | 15e      | 2 min 12 s 38 | 17e                                    |
| Pascal Christen | Slalom assis    | 54 s 83       | 17e      | 1 min 1 s 99 | 13e      | 1 min 56 s 82 | 14e                                    |
| Robin Cuche     | Descente debout | NC            | NC       | NC           | NC       | 1 min 19 s 55 | 11e                                    |
| Robin Cuche     | Super G debout  | NC            | NC       | NC           | NC       | 1 min 12 s 92 | 6e                                     |
| Robin Cuche     | Combiné debout  | 1 min 13 s 14 | 4e       | 43 s 53      | 12e      | 1 min 56 s 67 | 8e                                     |
| Robin Cuche     | Géant debout    | DNF           | DNF      | DNF          | DNF      | DNF           | DNF                                    |
| Robin Cuche     | Slalom debout   | 45 s 14       | 8e       | DNF          | DNF      | DNF           | DNF                                    |
| Théo Gmür       | Descente debout | NC            | NC       | NC           | NC       | 1 min 16 s 17 | Médaille de bronze, Jeux paralympiques |
| Théo Gmür       | Super G debout  | NC            | NC       | NC           | NC       | 1 min 11 s 31 | 5e                                     |
| Théo Gmür       | Combiné debout  | 1 min 12 s 05 | 2e       | DSQ          | DSQ      | DSQ           | DSQ                                    |
| Théo Gmür       | Géant debout    | 58 s 36       | 3e       | 58 s 56      | 7e       | 1 min 56 s 92 | 5e                                     |
| Murat Pelit     | Descente assis  | NC            | NC       | NC           | NC       | DNS           | DNS                                    |
| Murat Pelit     | Super G assis   | NC            | NC       | NC           | NC       | 1 min 18 s 64 | 16e                                    |
| Murat Pelit     | Combiné assis   | 1 min 19 s 30 | 17e      | DNF          | DNF      | DNF           | DNF                                    |
| Murat Pelit     | Géant assis     | DNF           | DNF      | DNF          | DNF      | DNF           | DNF                                    |
| Murat Pelit     | Slalom assis    | DNF           | DNF      | DNF          | DNF      | DNF           | DNF                                    |
| Thomas Pfyl     | Super G debout  | NC            | NC       | NC           | NC       | 1 min 12 s 97 | 7e                                     |
| Thomas Pfyl     | Combiné debout  | 1 min 13 s 70 | 6e       | DNF          | DNF      | DNF           | DNF                                    |
| Thomas Pfyl     | Géant debout    | DNS           | DNS      | DNS          | DNS      | DNS           | DNS                                    |
| Thomas Pfyl     | Slalom debout   | 44 s 61       | 6e       | 52 s 08      | 5e       | 1 min 36 s 69 | 4e                                     |

### Ski de fond
Luca Tavasci est le seul athlète sélectionné.
| Athlète      | Épreuve                | Temps            | Retard       | Rang |
| ------------ | ---------------------- | ---------------- | ------------ | ---- |
| Luca Tavasci | 20 km classique debout | 1 h 1 min 10 s 0 | 8 min 17 s 2 | 11e  |
| Luca Tavasci | 10 km libre debout     | 40 min 28 s 5    | 7 min 20 s 7 | 13e  |

| Athlète      | Épreuve                    | Qualification | Qualification | Demi-finale  | Demi-finale  | Finale       | Finale       |
| Athlète      | Épreuve                    | Temps         | Rang          | Temps        | Rang         | Temps        | Rang         |
| ------------ | -------------------------- | ------------- | ------------- | ------------ | ------------ | ------------ | ------------ |
| Luca Tavasci | 1,5 km sprint libre debout | 3 min 0 s 73  | 16e           | Non-qualifié | Non-qualifié | Non-qualifié | Non-qualifié |

### Snowboard
Romy Tschopp est la seule athlète sélectionné.
| Athlète      | Épreuve              | Manche 1      | Manche 2      | Meilleure     | Rang |
| ------------ | -------------------- | ------------- | ------------- | ------------- | ---- |
| Romy Tschopp | Banked Slalom SB-LL2 | 1 min 25 s 08 | 1 min 24 s 77 | 1 min 24 s 77 | 12e  |

| Athlète      | Épreuve                | Manche de classement | Manche de classement | Quart de finale | Demi-finale   | Finale        | Rang final |
| Athlète      | Épreuve                | Temps                | Rang                 | Rang            | Rang          | Rang          | Rang final |
| ------------ | ---------------------- | -------------------- | -------------------- | --------------- | ------------- | ------------- | ---------- |
| Romy Tschopp | Snowboard Cross SB-LL2 | 1 min 18 s 14        | 9e                   | Q1 : 3e         | Non-qualifiée | Non-qualifiée | 10e        |